# Занкт-Бернгард (Тюрингія)
Занкт-Бернгард (нім. St. Bernhard) — громада в Німеччині, розташована в землі Тюрингія. Входить до складу району Гільдбурггаузен. Складова частина об'єднання громад Фельдштайн.
Площа — 7,36 км2. Населення становить 245 ос. (станом на 31 грудня 2021).

## Галерея

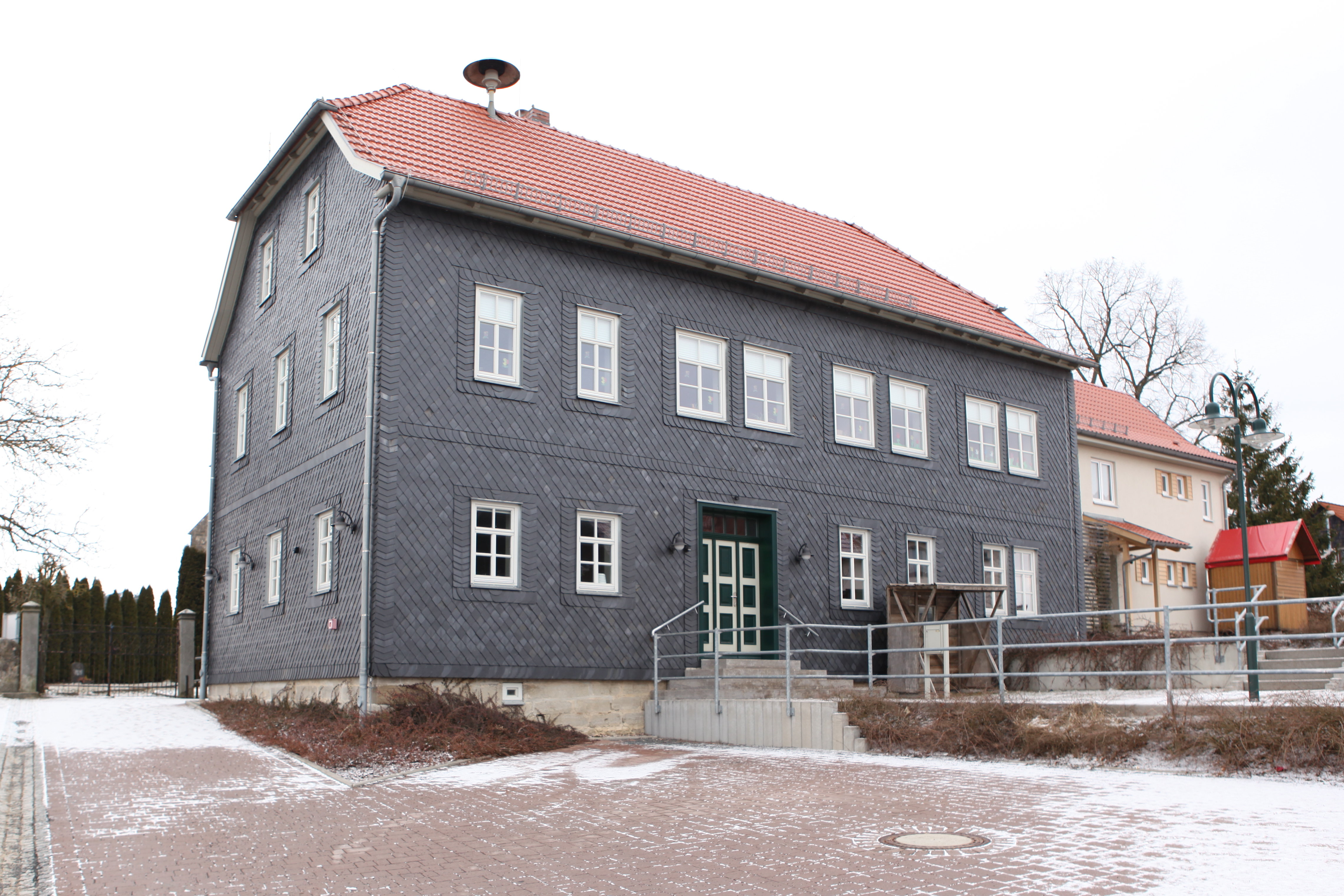